# Ay çöreği

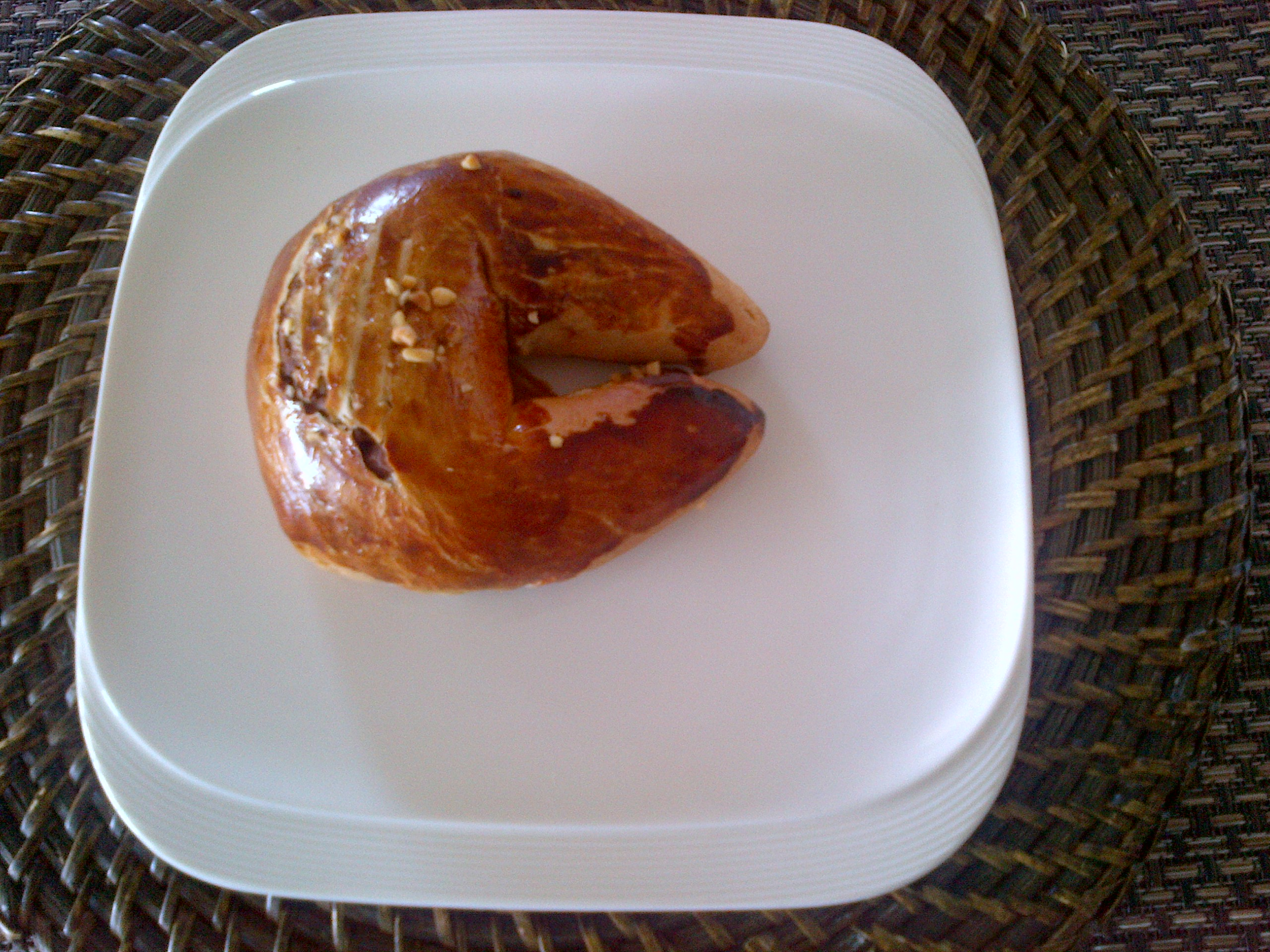
Ay çöreği, un bollo de la cocina turca que ha sido el que inspiró el cruasán.

Ay çöreği es un tipo de bollo turco tradicional, en forma de luna creciente o medialuna que se supone ha inspirado al cruasán.

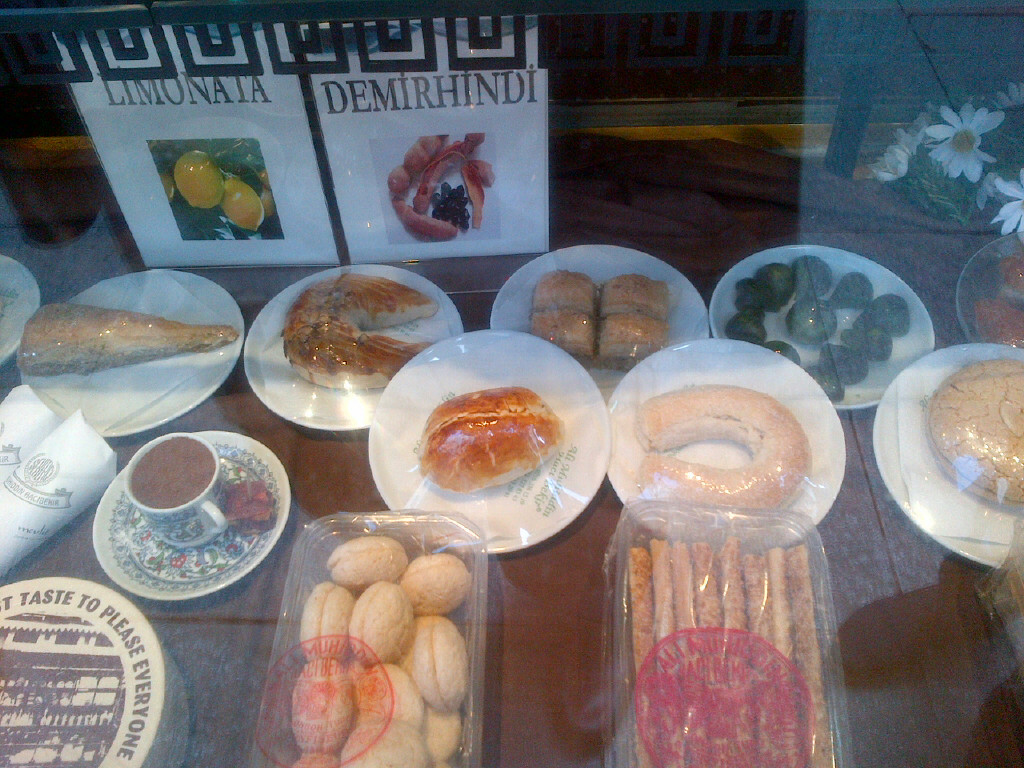
Ay çöreği (2 variedades en la foto) y otros productos tradicionales, dulces y salados, de la panadería turca en Estambul.

## Etimología
Ay es luna en turco, mientras que çörek significa pan redondo, en el mismo idioma. Por reglas de la gramática turca, al escribir las dos palabras en conjunto, se convierten a "ay çöreği".

## Variedades
Hecho de harina de trigo, y con un relleno de cacao, azúcar y otros ingredientes como uvas pasas,  nueces, almendras o avellanas, ay çöreği es un pan dulce, parecido a un kurabiye. Algunas recetas tradicionales incluían frutos de mahaleb, hoy difícil de conseguir.  Casi siempre lleva canela, o a veces  anís, para el aroma.
Actualmente también se encuentran variedades saladas rellenas con ingredientes como queso o espinaca.
Su forma recuerda el estado creciente de la luna.